# Rhinolophus monoceros
Rhinolophus monoceros — вид рукокрилих ссавців з родини підковикових.

## Таксономічна примітка
Таксон вважався синонімом R. pusillus, хоча останні публікації зберегли вид як окремий.

## Морфологічна характеристика
Невеликий кажан з довжиною голови і тулуба від 40 до 50 мм, довжиною передпліччя від 34 до 40 мм, довжиною хвоста від 15 до 27 мм, довжиною лапи від 7 до 9 мм, довжина вух від 16 до 17 мм. Спинні частини коричневі з червонуватими відблисками, а черевні частини світліші. Вуха середньої довжини. Нижня губа має три поздовжні борозни. Хвіст довгий і повністю входить у великий уропатій.

## Середовище проживання
Країни проживання: Тайвань.